# Přesyp u Malolánského
Přesyp u Malolánského je přírodní památka ev. č. 727 jihozápadně od obce Lány u Dašic v okrese Pardubice. Oblast spravuje Agentura ochrany přírody a krajiny ČR.
Důvodem ochrany je uchování psammofilní flóry na písečném přesypu, zvláště ostřice druhu ostřice pískomilná (Carex pseudobrizoides).
Jedná se o část lesního komplexu, který se rozkládá mezi vesnicemi Zminný, Malolánské a Veská. Přírodní památka představuje geomorfologicky nevýrazný přesyp vátého písku mladopleistocenního až holocenního stáří na akumulační plošině ze štěrkopísků riské terasy. Půdní pokryv je tvořen arenosoly (kambizem arenická) až podzoly (podzol arenický). Okraje a některé plošky uvnitř porostu však zarůstají trávami, ostružiníky a náletovými dřevinami. Lze předpokládat, že se v případě těžby, uvolnění stromového patra a vyššího průniku slunečního záření k bylinnému patru začne šířit paseková vegetace s dominantními ostružiníky, která může způsobit razantní ústup ostřice pískomilné.
Podle geomorfologického členění (Demek et Mackovčin 2007) území náleží do celků: Východočeská tabule, Východolabská tabule, Pardubická kotlina, Kunětická kotlina.

## Galerie

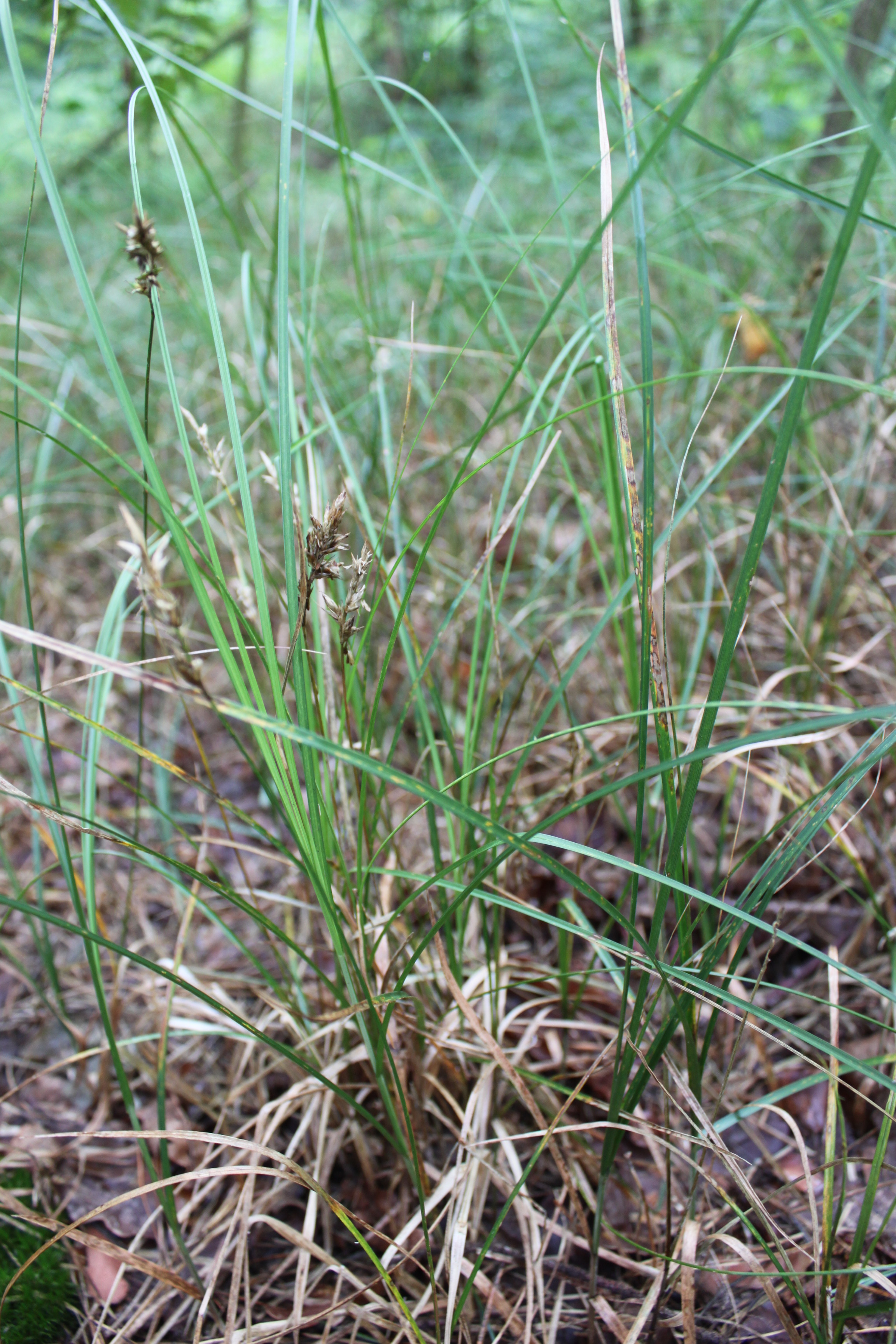
Ostřice pískomilná, předmět ochrany
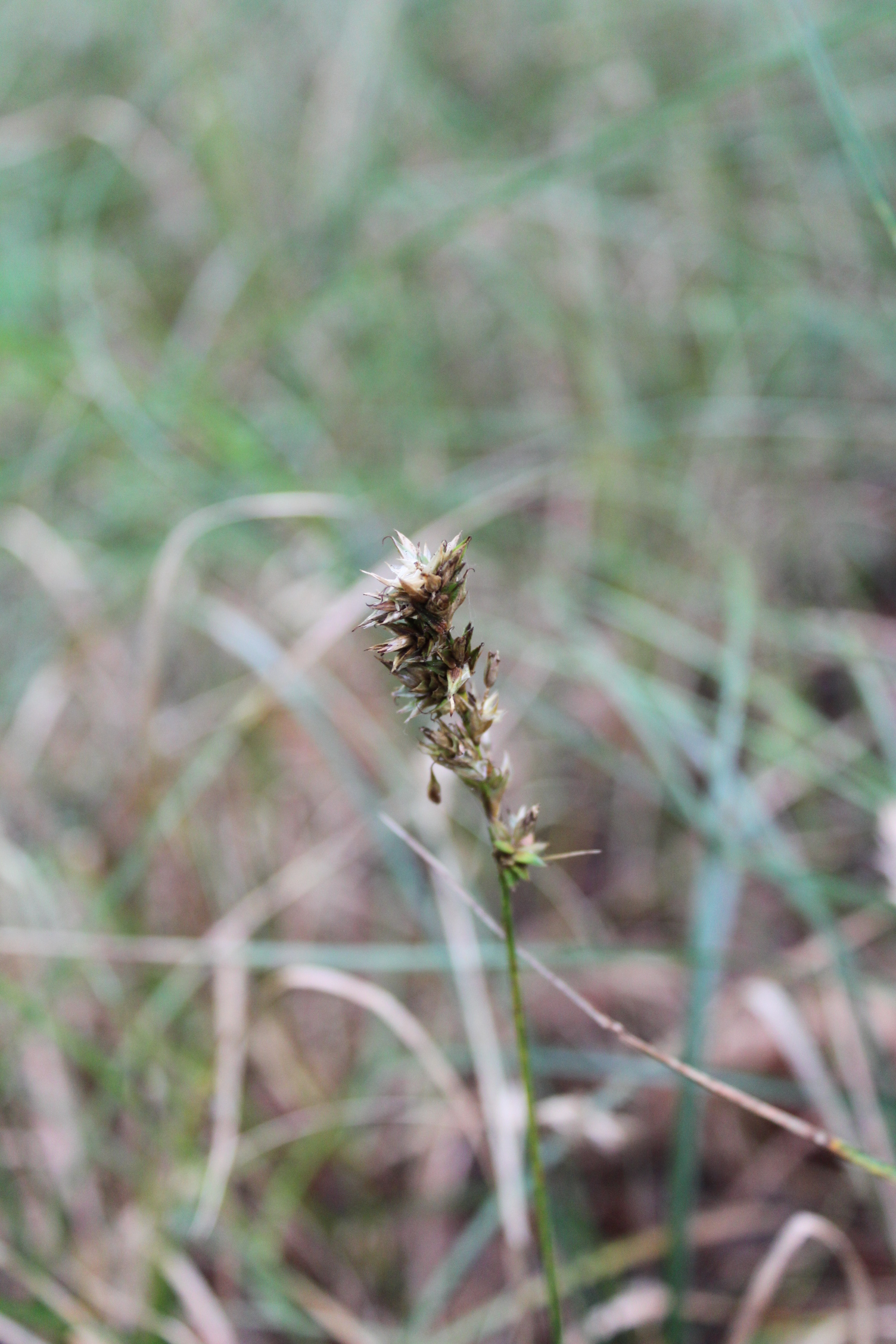
Ostřice pískomilná
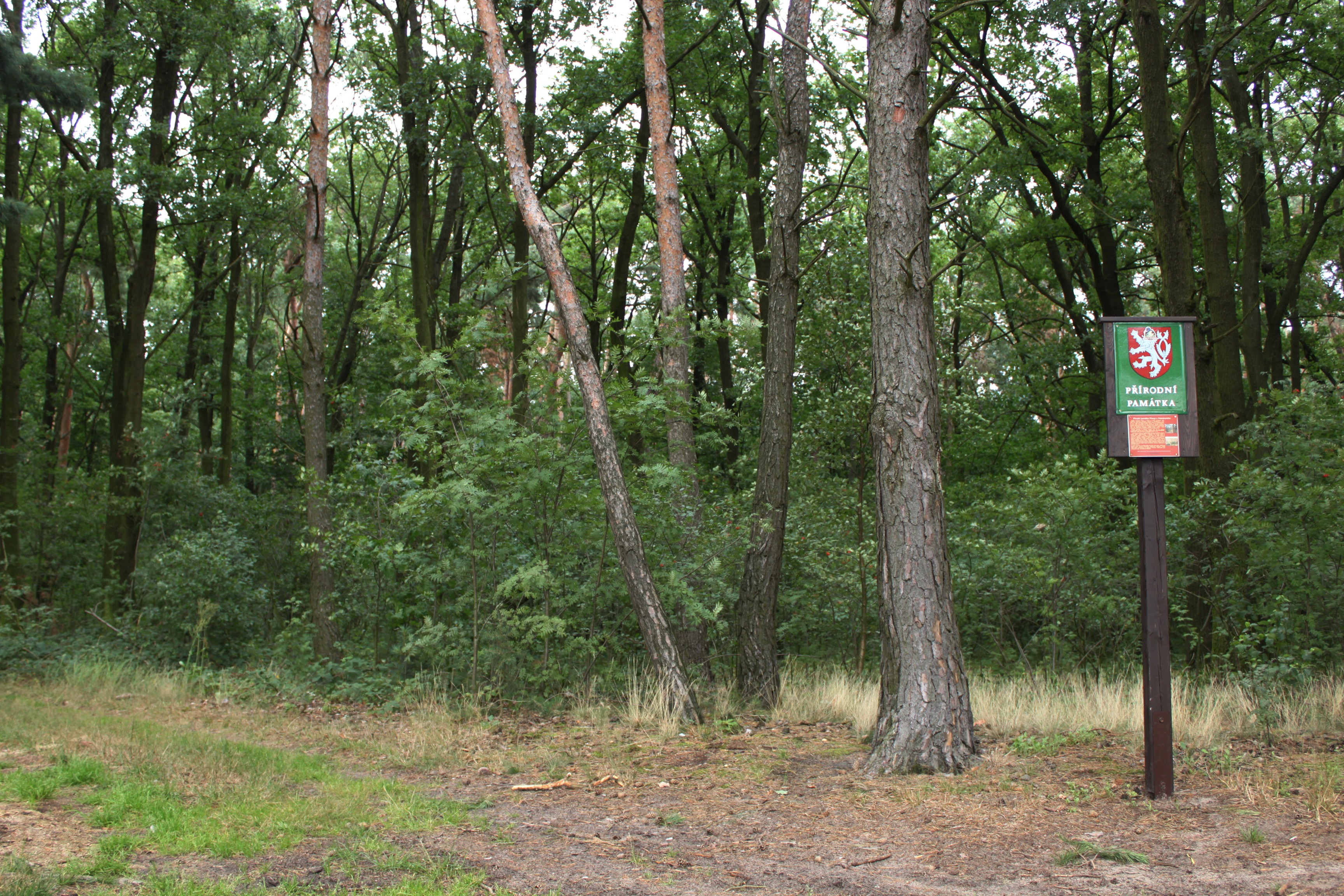
Přesyp u Malolánského